# Penstemon glaber
Espèce
Penstemon glaber  est une espèce de plantes de la famille des Plantaginacées, originaire d'Amérique du Nord. Elle est connue sous le nom de  Sawpetal Beardtongue ou encore Smooth Beardtongue en anglais.

## Description
Cette espèce est pérenne et peut atteindre 60cm de hauteur. Les fleurs sont généralement de couleur bleue. Cette espèce a plusieurs variétés.